# Gaspare Murtola
Gaspare Murtola, o Gasparo Murtola (Mùrtola; Genova, 1570 circa – Corneto, 1624), è stato un poeta e scrittore italiano.
La sua fama è rimasta in gran parte legata ai colpi di pistola da lui sparati contro Giambattista Marino, conclusisi senza danni per entrambi, e in seguito ai quali Marino scrisse i sonetti della Murtoleide, a cui Murtola volle a sua volta rispondere con la sua Marineide, indirizzata naturalmente al rivale, Marino.

## Biografia
Nonostante sia lirico estremamente discontinuo e sia stato accusato dal Marino di essere uno scrittore sciatto e poco preparato, il Murtola, dopo essersi brillantemente laureato in legge e aver intrapreso la carriera ecclesiastica, si dedicò intensamente alla scrittura, apparentemente con un certo successo. Fu latinista non disprezzabile, e in latino scrisse, tra altre cose, alcune fortunate Neniae ad imitazione di quelle del Pontano. Fece parte di varie Accademie; fu tra l'altro accademico Insensato (col nome di "Scioperato") e accademico Filopono di Faenza.
Ebbe il suo primo incarico importante, a Roma, come segretario del chierico di camera Iacopo Serra, che seguì poi per qualche tempo in Ungheria. Già a Roma (1600) conobbe il Marino, come testimonia un sonetto che il genovese si scambiò col napoletano (leggibile nella Lira di quest'ultimo, 1614).
Passò quindi a Torino, alla corte di Carlo Emanuele I, assumendo il prestigioso incarico di segretario del duca.
C'è da supporre che i dissapori col Marino fossero già cominciati a Roma, dal momento che solo un mese dopo l'arrivo di quest'ultimo a Torino, agli inizi del 1608, il Murtola, timoroso di essere scalzato nei favori del duca, gli dedicava (come si suppone) i sonetti satirici del Lasagnuolo di Monna Betta, ad imitazione di quelli con cui Annibal Caro aveva accompagnato la sua Apologia contro Ludovico Castelvetro.
A questi primi sonetti seguìrono quelli della Marineide, Risate, in cui il Marino era fatto segno di grossolane accuse di immoralità, ateismo, sodomia e quant'altro. Alle rime del Murtola il Marino rispose con le spiritose Fischiate della Murtoleide.
Esasperato dalla contesa, perdente sulla qualità del piano letterario e umiliato dal conferimento al Marino della croce dei SS. Maurizio e Lazzaro (l'11 gennaio 1609), il Murtola attentò alla vita del rivale (il 2 febbraio dello stesso anno): sorpresolo in via della Dora Grossa (attuale via Garibaldi), nei pressi della piazza del Castello, mentre si trovava in compagnia dell'amico Francesco Aurelio Braida, il Murtola gli sparò diversi colpi di pistola. Mancò il bersaglio, ma l'innocente Braida rimase colpito in maniera non lieve.
(Giovan Battista Marino, Epistolario. Seguito da lettere di altri scrittori del Seicento, a cura di Angelo Borzelli e Fausto Nicolini, vol. I. Laterza, Bari 1911. Pp. 66-67)
Incarcerato, fu graziato dopo non molto, per intercessione del nunzio pontificio, per bontà di Carlo Emanuele I e per le pressioni dello stesso rivale. Nonostante l'esito complessivamente infelice, i ripetuti attacchi del Murtola, insieme alle manovre di Tommaso Stigliani, non mancarono di sortire l'effetto sperato: proprio in quel 1609 l'Inquisizione aperse una pratica sul Marino, ma si trattava non di comportamenti immorali, come molta letteratura ottocentesca interpretava, ma sulle posizioni religiose. 
Il Murtola, ovviamente licenziato dalla corte (mentre il Marino gli subentrava come segretario del duca), si trasferì a Roma, dove, amorevolmente accolto da Paolo V, ricevette molti uffici, tra cui il governatorato di Montefiascone.
Il carattere impervio dell'intellettuale genovese risalta dalle dichiarazioni che diffuse a proposito dell'attentato. A caldo sostenne, di fronte agli inquirenti, che non avrebbe esitato a sparare al Marino quando fosse stato pure in compagnia dello stesso duca. Secondo un aneddoto riportato da Giovanni Cinelli Calvoli, Biblioteca volante, Venezia 1746, quando poi obbedì all'invito di Paolo V e si fece ricevere, richiesto dal pontefice di presentarsi, avrebbe risposto: "Sono il Murtola". "Quel che tirò l'archibusata al cavalier Marino?", gli chiese il papa. "Beatissimo Padre sì, io son quel che falii" - "e così disse due verità in una sola risposta".
Una delle ultime cose che si sanno della sua vita riguarda una denuncia che ebbe da un'ostessa, per averla maltrattata e averle dato della "porca poltrona", segno che la volgarità contrassegnava anche la sua lingua. 

## Opere

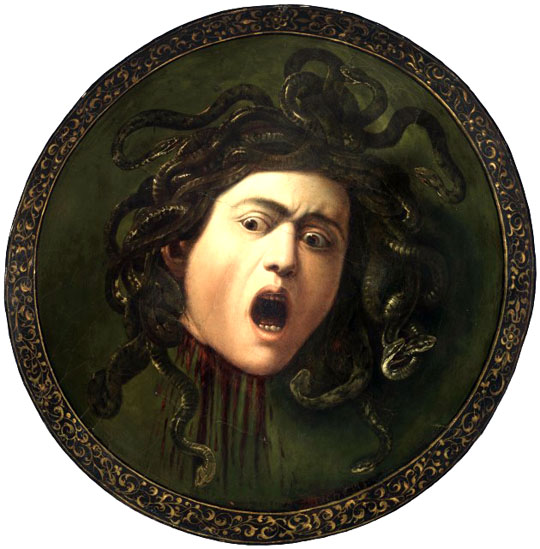
La Medusa Murtola di Caravaggio. L'opera prende il nome da Gaspare Murtola, che le dedicò un madrigale, scritto a Roma intorno al 1600, e pubblicato nelle Rime (Venezia, 1603, madrigale 468)

### Della creazione del mondo, poema sacro (1608)
Tra le diverse opere che diede alle stampe spicca per la sua ambiziosità (e anche per essere stata bersagliata dagli strali satirici del Marino) il poema sacro Della creazione del mondo, in 16 canti in ottave. L'opera appartiene ad un sottogenere letterario ben individuato, filiato dall'Esamerone di Sant'Ambrogio, che in quel torno d'anni era piuttosto in voga (l'anno seguente uno dei più significativi precursori della moda marinista, Angelo Grillo, pubblicò un suo L'Essamerone overo l'opera de' sei giorni, Venezia 1609). Il Murtola aveva come immediati precedenti il capolavoro di quel sottogenere, La Semaine del poeta francese Du Bartas (nel 1592 ne era stata stampata la traduzione italiana, a cura di Ferrante Guisone, molto ben presente anche al Marino) e il poema in versi sciolti Il mondo creato di Torquato Tasso. In questo poema il Murtola parafrasa ampiamente i primi capitoli della Genesi, ma con persistenti, quasi ossessivi, inserti encomiastici ai Savoia.

### Lirica italiana
Se nel poema si mostra ancora saldamente ancorato ai modelli attardati del manierismo, la produzione lirica appare più aggiornata al gusto barocco. Essa in gran parte consiste in due raccolte, Canzonette (Venezia 1609, ma contiene componimenti in vari metri), e Le pescatorie (1618). La prima riunisce senza ordine sonetti e madrigali nello stile di moda; a parte alcuni componimenti che ricordano le anacreontiche del Chiabrera, in particolare sonetti e canzoni sono caratterizzati dallo stesso gioco di antitesi e metafore propri del marinismo; le Pescatorie costituiscono poi una sorta di unica, mostruosa metafora continuata, tutta giocata -- con i 482 sonetti che la costituiscono -- sul tema marittimo-galante degli amori del poeta con la ninfa Elpinia.

### Lirica latina
La stessa produzione latina (Nutriciarum libri tres, Macerata 1618; i componimenti del Murtola sono pubblicati insieme a quelli ispiratori del Pontano) è frutto dell'imitazione di un autore di culto per i marinisti, non per i "classicisti" seguaci del Chiabrera; in effetti i marinisti erano molto sensibili alla lezione dei poeti e degli scrittori del XV secolo, anche latini (il marinista Alessandro Adimari tradusse in versi italiani le Neniae del Pontano). Per queste ragioni, come pure l'altro famoso rivale del Marino, Tommaso Stigliani, il Murtola dev'essere considerato un marinista.

### Elenco delle opere
- 1604. Rime... cioè Sonetti, gli Occhi, Lacrime, i Pallori, i Nei, i Baci, le Veneri, gli Amori... Terza impressione. In Venetia, Appresso Roberto Meglietti. In-12°, [4-] 219 [sic., per 229] [-11] cc.
- 1605. Versi encomiastici nella stampa de Il vecchio geloso, Commedia Del Sig. Raffaello Riccioli detto l'Impennellato Nell'Accademia de' SS. Imbiancatori. All'Illustrissimo Sig. Gio. Pietro Cafarell. Nuovamente posta in luce. Con Privilegio. In Viterbo, Appresso Girolamo Discepolo. MDCV. Con Licenza de' Superiori (In-12°, pp. 192).
- 1608. Della Creatione del mondo, poema sacro... giorni sette, canti sedici.... In Venetia, Appresso Evangelista Deuchino et Gio. Batt. Pulciani. In-12°, [7 cc.] 531 [-1] pp.
- 23 febbraio 1608. [Attrib.] Il Lasagnuolo di monna Betta ovvero bastonatura del Marino datagli da Tiff Tuff Taff in Torino ai 23 di febbraio 1608, 29 sonetti anonimi; la paternità del Murtola è molto dubbia.
- (1608). Canzonette del Sig. Gasparo Murtola, con altre rime del medesimo non più stampate..., (S. l. n. d.). In-12°, 444 [-20] pp. [Imprimatur datato: "Die 14. Ianua 1608"].
- 1615. Un sonetto encomiastico nella stampa de Il Pentimento di Maria Maddalena Poema dramatico di Scipione Francucci Aretino. All'Illustriss. Signora Flaminia Sozzifanta Corvina. In Roma, Appresso Guglielmo Facciotto. 1615. Con licenza de['] Superiori. In-8°, pp. [24] - 236.
- 1617. Delle Pescatorie di Gasparo Murtola, ... con la Creat.ne della perla et altre rime [cioè il canto di Arione... li Provenzali, overo alcuni sonetti fatti all'antica...] del medesimo, non più stampate.... In Roma, Presso Evangelista Deuchino. In-12°, [8 cc.] 343 pp. [La Creatione della perla, il Canto di Arione e i Provenzali hanno titoli propri, con l'indicazione "In Venetia, appresso Angelo Deuchino, 1617"].
- 1618. Li Provenzali, ovvero alcuni sonetti fatti all'antica dal Sig. Gasparo Murtola, Macerata, Appresso Pietro Salvioni [in numero di 6].
- 1619. La Marineide..., in Giovan Battista Marino, La Murtoleide..., Norinberg. In-12°
- 1627. Prologo alle Rivolte di Parnaso di Scipione Errico, Venetia. In-12°.
- 1639. La Marineide, in Giovan Battista Marino, La Murtoleide, fischiate del cavalier Marino con la Marineide, risate del Murtola, Spira, Appresso Henrico Starckio; insieme con componimenti burleschi del Marino e alle Strigliate a Tommaso Stigliani di "Robusto Pogommega.

Perduti sono alcuni scritti in prosa contro il Marino, dopo l'11 gennaio 1609 in cui il rivale fu fatto cavaliere dei SS. Maurizio e Lazzaro; perduto anche l'Epilogo della vita del Marino, seguente all'attentato.

### Fonti antiche
- 1667. Raffaele Soprani, Li Scrittori della Liguria, e particolarmente della Marittima di Raffaele Soprani. All'Illustriss. & Eccellentiss. Signor Marc'Antonio Saoli. In Genova, M DC LXVII. Per Pietro Giovanni Calenzani, in Piazza nuova, Con Licenza de' Superiori. Oggi leggibile anche nell'anastatica Forni, Bologna marzo 1971, "Italica Gens -- Repertori di bio-bibliografia italiana, n° 24". Non fa parola della disputa con il Marino:

(p. 112)
- 1680. Agostino Oldoini, ATHENAEVM LIGVSTICVM SEV SYLLABVS SCRIPTORUM LIGVRVM NEC NON SARZANENSIVM, AC CYRNENSIVM REIPVBLICAE GENVENSIS SVBDITORVM Ab AVGVSTINO OLDOINO SOCIETATIS IESV Collectus. PERVSIAE, Ex Typographia Episcopali, apud HH. Laurentij Ciani, & Franciscum Desiderium. Superiorum permissu. MDCLXXX.
- 1687-1689. Francesco Fulvio Frugoni ne fa menzione nel suo romanzo Il cane di Diogene, «Latrato V» (Il tribunal della Critica), oggi leggibile in Francesco Fulvio Frugoni, Il tribunal della critica, Sana e Bozzola cur., Fondazione Bembo/Guanda, Parma 2001, 2 voll. (Vol. I, pp. 213 e 328).
- 1746. Giovanni Cinelli Calvoli, Biblioteca volante di Gio: Cinelli Calvoli, Continuata dal dottor Dionigi Andrea Sancassani. Edizione seconda In miglior forma ridotta, e di varie Aggiunte, ed Osservazioni arricchita. Tomo III, In Venezia, MDCCXLVI. Presso Giambattista Albrizzi Q. Girolamo, pp. 378-79.
- 1755. Leone Allacci, Drammaturgia di Lione Allacci, accresciuta e continuata fino all'anno MDCCLV. In Venezia, MDCCLV. Presso Giambattista Pasquali. Con Licenza de' Superiori. Oggi leggibile in anastatica, Francesco Bernardelli cur., ed. e anno scon.

### Fonti moderne
- Enrico Carrara, Storia dei generi letterari italiani. La poesia pastorale, Casa Editrice Dottor Francesco Vallardi, Milano

(p. 430)
- Saverio Franchi, Drammaturgia romana. Repertorio bibliografico cronologico dei testi drammatici pubblicati a Roma e nel Lazio. Secolo XVII. 1280 testi drammatici ricercati e trascritti in schede con la collaborazione di Orietta Sartori. Ed. Storia e letteratura, Roma 1988, "Sussidi eruditi" n° 42.
- Maurizio Marini e Denis Mahon, Caravaggio, Murtola e "la chioma avvelenata di Medusa", in Artibus et Historiae, vol. 25, n. 49, 2004,  pp. 175-84, JSTOR 1483752.